# 중팡현

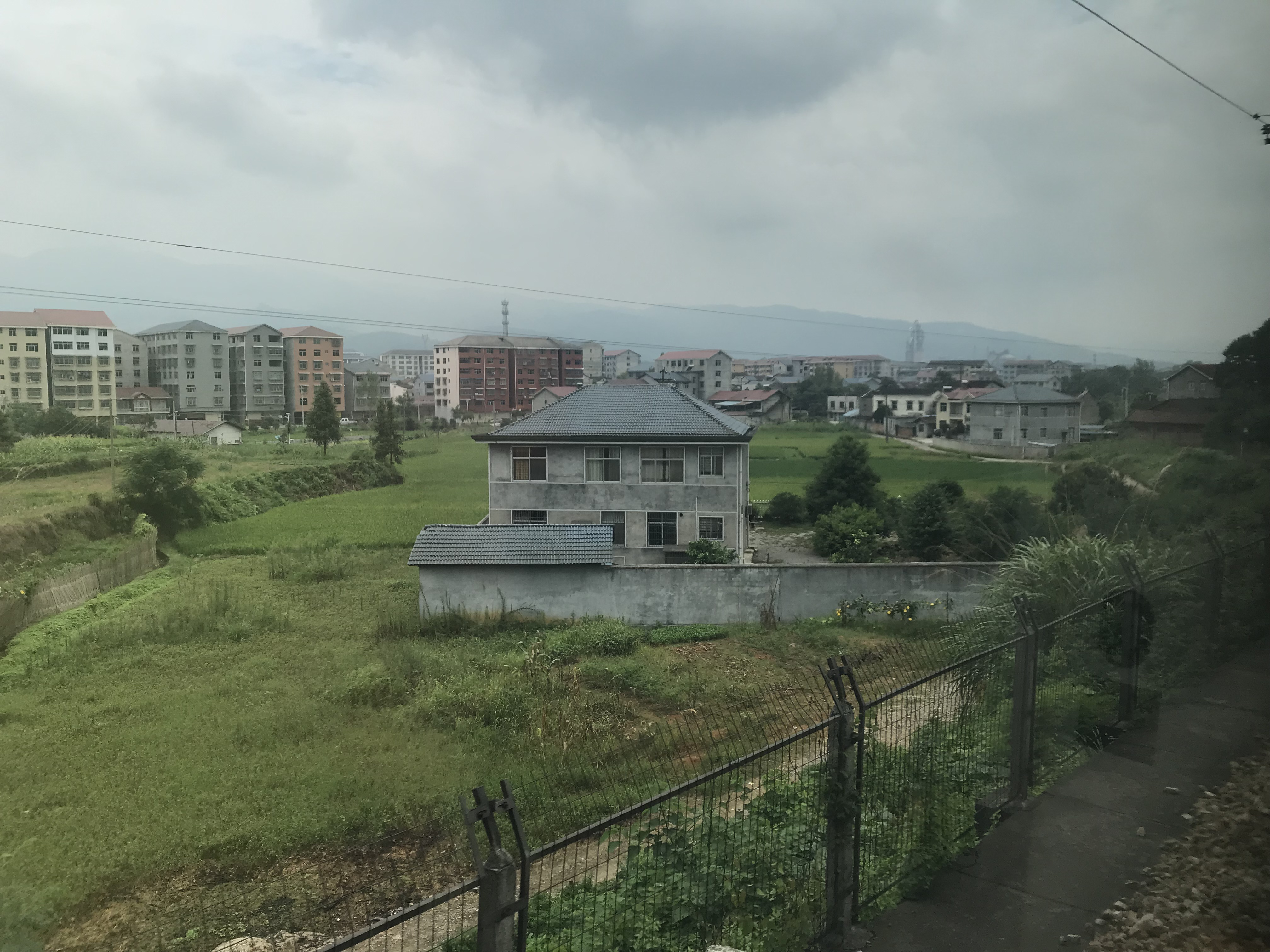

중팡현(한국어: 중방현, 중국어: 中方县, 병음: Zhōngfāng Xiàn)은 중화인민공화국 후난성 화이화 시의 현급 행정구역이다. 넓이는 1467km2이고, 인구는 2007년 기준으로 270,000명이다.

## 행정 구역
7개 진, 14개 향, 1개 민족향을 관할한다.
- 진: 中方镇, 牌楼坳镇, 泸阳镇, 花桥镇, 铜湾镇, 桐木镇, 铁坡镇.
- 향: 炉亭坳乡, 下坪乡, 聂家村乡, 龙场乡, 铜鼎乡, 新建乡, 袁家乡, 蒋家乡, 新路河乡, 丁家乡, 锦溪乡, 活水乡, 石宝乡, 接龙乡.
- 민족향: 蒿吉坪瑶族乡.